# کرم‌ماهی‌های ژرفنا
کرم‌ماهی‌های ژرفنا (نام علمی: Benthenchelys cartieri) نام یک گونه از تیره کرم‌ماهیان است.